# Andromède XXI
Andromède XXI est une galaxie naine du Groupe local.